# Gare de Crécy-la-Chapelle
Gare de Crécy-la-Chapelle vasútállomás Franciaországban, Crécy-la-Chapelle településen.

## Vasútvonalak
Az állomást az alábbi vasútvonalak érintik:
- Esbly-Crécy-la-Chapelle-vasútvonal

## Kapcsolódó állomások
A vasútállomáshoz az alábbi állomások vannak a legközelebb:
- Gare de Villiers - Montbarbin (Gare d’Esbly, Île-de-France tramway Line 14)